# Omphalucha lignaria
Omphalucha lignaria är en fjärilsart som beskrevs av W. Warren 1903. Omphalucha lignaria ingår i släktet Omphalucha och familjen mätare. Inga underarter finns listade i Catalogue of Life.